# Sabater
|  | Per a altres significats, vegeu «Sabater (desambiguació)». |

Un sabater (també llinyoler o nyinyoler al Rosselló) és una persona que té per ofici de fer, reparar i vendre sabates. L'ataconador, taconaire, sabater de pega (també sabater pegot o simplement pegot) i, despectivament, tiranyinyol, és el qui adoba les sabates però no les fabrica pas. La remunta és l'adob de sabater, consistent a posar pales i soles noves a un calçat, sobretot a unes botes.
A l'edat mitjana, a Catalunya, estaven classificats com a menestrals.

## Història
Entre els primers sabaters documentats a Catalunya, l'any 1110, un sabater —i alhora sastre— s'instal·là a Gerri de la Sal; el 1145, ja hi ha documentat un sabater a Barcelona; el 1167, al nord-est de Catalunya, hi ha un Arnau Ramon sutoris; el 1171, hi havia un sabater a l'Espluga de Francolí. Fins i tot, es conserva un contracte d'aprenentatge de l'ofici de sabater del 1175.
El 1203, a Barcelona ja hi tenien una confraria professional, que tenia com a patró Sant Marc (era un dels oficis més rics i solidaris de la ciutat); el 1253, hi havia un vicus o carrer dels Sabaters. A més, també veneraven com a patrons els sants sabaters Anià d'Alexandria, Crispí i Crispinià i Salvador d'Horta. A Puigcerdà, el 1345, hi havia 38 sabaters; a Lleida, el 1429, vivien 32 sabaters; a Barcelona, a mitjan segle xv, n'hi havia almenys 66.
A Mallorca, el col·legi dels sabaters va ser fundat el 1370, però ben aviat s'escindí en dos: els de la vila d'amunt i els de la vila d'avall. Les diferències entre els dos bandos s'igualaren el 1397, quan els 35 sabaters de la vila d'amunt i els 40 de la vila d'avall acordaren reunificar-se en un sol col·legi. El 1543, el col·legi acordà crear tres seccions diferents: els mestres d'obra grossa, els mestres d'obra prima i els tapiners (sabates per dones). Pel que fa als patrons, inicialment el col·legi venerava per igual sant Marc, antic patró del col·legi de la vila d'amunt, a l'església de Santa Eulàlia, i sant Pere Màrtir, antic patró del col·legi de la vila d'avall, a l'església de Sant Domingo. Més endavant, el segle xv consta com a sant patró sant Martí, venerat a l'església de Sant Martí (actualment de Sant Gaietà), però, amb motiu de l'arribada el 1587 d'unes relíquies dels sants Crispí i Crispinià, màrtirs sabaters del segle iii, els sabaters els declararen patrons oficials del col·legi, i celebraven la seva festa el 25 d'octubre a l'església de Sant Domingo. Pel que fa a la sala de juntes, era situada a la plaça de Can Tagamanent. L'escut del col·legi consistia en un tallador damunt una forma i dues alenes sobre una àguila bicèfala, malgrat que a l'exterior de l'església de Santa Eulàlia figura un escut del col·legi format simplement per una forma, i que deu datar del segle xv. Pel que fa a la Part Forana, els sabaters d'Inca s'escindí el segle xv, i honrava com a patró Sant Marc a l'església de Sant Francesc.

## Eines de sabater
Eines de sabater: són moltes les eines que s'utilitzen per a l'elaboració de les sabates, així com per a la reparació o l’adob del calçat.
Vet-ne aquí un petit recull:

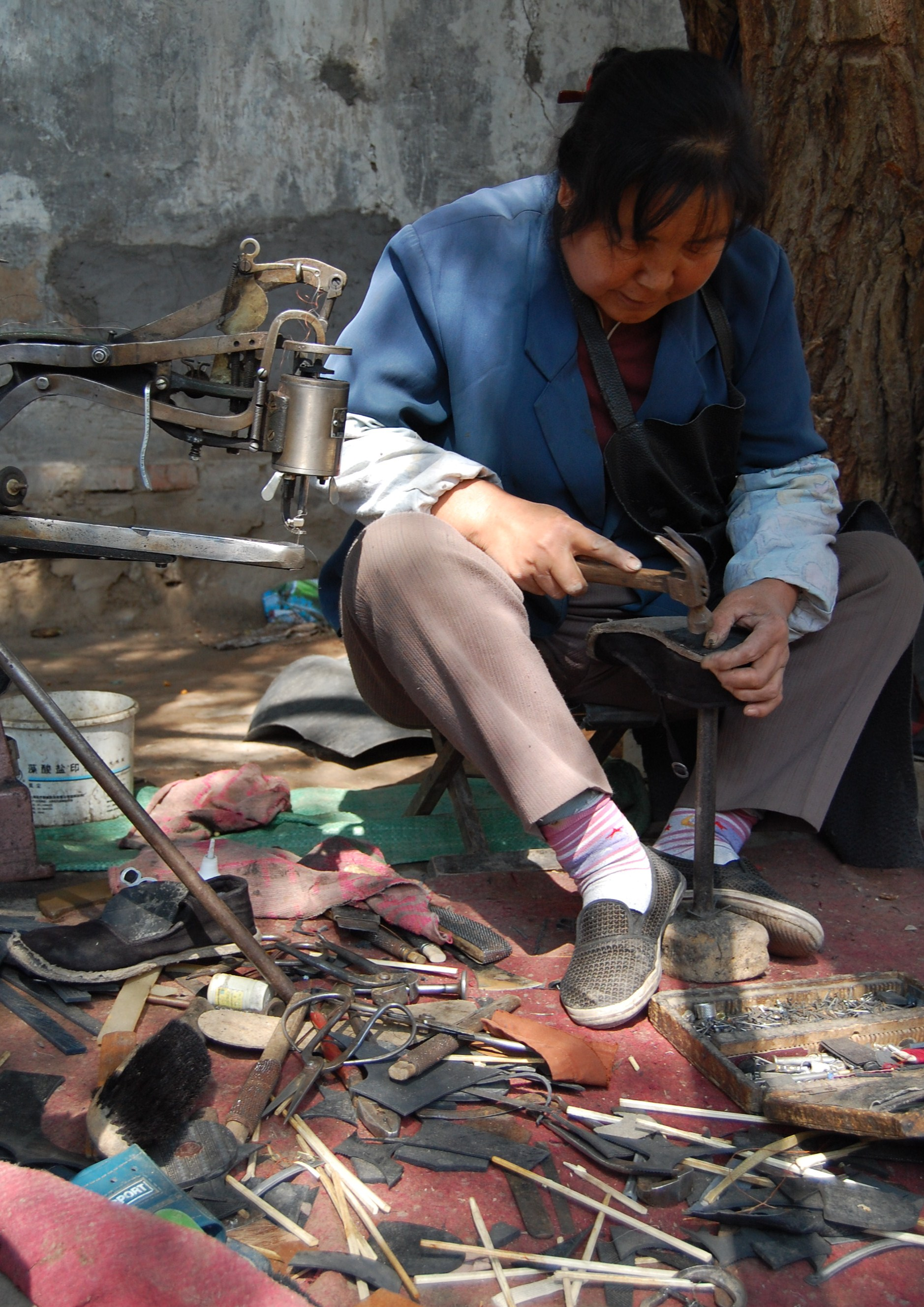
Dona practicant l'ofici de sabater a Lanzhou, Xina

- falcilla, ganiveta corba pròpia dels sabaters
- martells, amb diferents tipus de cabota segons la necessitat, d'assentar, Lluis XV
- trepant, per a fer forats a la pell
- alenes, amb diferents tipus de punta, per a cosir
- mànecs de fusta per a les alenes
- ruleta, dentada, per gravar pell i marcar punts figurats
- cola de contacte, pega, cautxú, engrut
- pedra d'esmolar, de gres abrasiu
- agulles per a cosir
- fil de cànem
- pega de sabater, mesclada amb cera, per enfortir els fils
- cerres de porc, per a cosir
- tenalles
- alicates
- broques
- tisores
- peu de ferro, amb forma de coll de cigne, enclusa
- trespeus
- reblons
- ullets
- cordons
- claus de diferents gruixos i mides
- xinxa, o xinxes
- tacs de fusta
- punxons
- embarrat de finisatge, amb raspalls, paper de vidre i altres recanvis acoblats al motor
- formó, motlles dels peus
- tints
- raspalls
- enformador, per a fer canaletes per a cosir les soles
- raspes, llimes
- tornavís
- cisell d'embotir
- tirapeu, corretja que serveix per a tenir subjecte el calçat al genoll quan es cus
- tenalla de muntar
- compàs
- imant
- picador i marcador de punts
- joc de ferros per a polir i llustrar les soles i els seus cantons i l'enfranc
- brunyidor, per a donar llustre
- llevaformes
- tenalles per a col·locar botons
- formes per a eixamplar